# 使用者責任
使用者責任（しようしゃせきにん）は、ある事業のために他人を使用する者（使用者）が、被用者がその事業の執行について第三者に損害を加えた場合にそれを賠償しなければならないとする使用者の不法行為責任のことをいう（民法第715条第1項本文）。なお、使用者に代わって事業を監督する者も使用者としての責任を負うとされている（民法第715条第2項）。
- 民法は、以下で条数のみ記載する。

## 概要
使用者責任の根拠として挙げられるのが、報償責任の法理である。これは、「利益を得ているものが、その過程で他人に与えた損失をその利益から補填し均衡をとる。」という考えで、無過失責任の根拠の一つでもある。また、「危険を伴う活動により利益を得ている者は、その危険により発生した他人への損害について、過失の有無にかかわらず責任を負うべきである」とする危険責任の法理も根底にある。
715条1項但書は免責事項として、「使用者が被用者の選任及びその事業の監督について相当の注意をしたとき、又は相当の注意をしても損害が生ずべきであったとき」を挙げており、これを使用者が立証すれば免責されることから、使用者責任の性質は中間責任である。しかし、判例における但書の解釈は極めて限定的であり、免責を容易に認めていない。そのため、1項但書は死文化しており、実質的には無過失責任に近い運用がなされている。

## 使用者責任の要件
事業のために他人を使用していること（使用関係）
使用者責任が発生するには、使用・被用の関係にあることが必要であるが、雇用関係の有無、有償・無償、継続的・臨時的等の区別を問わず、事実上の指揮監督関係があればよいとされる。したがって、下請負人の場合は、原則的には使用関係にないが、元請負人の実質上の指揮監督下にある場合には、使用者責任が発生する可能性がある。過去の判例では、暴力団の子分の行為につき、その親分に使用者責任が認められた例や、宗教団体、世界基督教統一神霊協会（統一教会）の信者の加害行為（違法な献金勧誘）が問われた民事訴訟で、信者らのうち、多くの者が教団に献身していたこと、教団の教義の実践として行われたこと、献金が教団に納められたことなどの事実から教団の“事業の執行についてなされたものである”とされ、教団と信者らとの間には“実質的な指揮監督の関係があったもの”と認定された例、公設秘書の暴行傷害に対する国会議員への使用者責任が認定された例などがある。
被用者が事業の執行について加害行為をしたこと（事業執行性）
事業の執行に伴って損害を与えたことが条件となる。当初、「事業」の範囲は厳格に解釈されていたが、時代の経過とともにその範囲緩やかに解釈されるようになった。現在の判例、学説では「事業の範囲」とは本来の事業の範囲に限らず、密接な関連性を有するなど客観的・外形的に使用者の支配領域下にあればよい（外形標準説）と解釈されている。
ただし、事業執行性が肯定されても、当該行為が職務権限外であることについて、当該行為は権限乱用であることを被害者が知っていた、など被害者に悪意又は重過失が認められる場合は、相手方の信頼を保護するための外形標準説の考え方からは、当該取引行為による損害賠償の請求は認められない。
近年では、作為によって生じた損害だけでなく、被用者の不作為によって生じた損害に対しても、使用者責任が問われるようになった。
第三者に損害を加えたこと
ここでいう「第三者」とは、使用者と加害行為者である被用者を除く全ての者を指す。よって、同一使用者の被用者であっても、加害行為者でなければ、ここでいう第三者に当たる。また、被用者でかつ損害への共同不法行為者であったとしても被害者であれば第三者に該当するが、被害者に過失があった場合は、過失相殺により対処される。
被用者の行為が不法行為の要件を満たしていること
被用者の不法行為が成立するためには、「被用者に故意あるいは過失（失火等の場合重過失）があること」および「被用者に責任能力があること」を要する。しかしながら、使用者責任が「報償責任」および「危険責任」の法理に基礎づけられ、その責任が客観化されている以上、この要件については不要であるとする説もある。
被用者の選任と監督に使用者の過失がなかったこと、または相当の注意を使用者がしてもなお損害が生じたことを証明しないこと（715条1項但書）
使用者が被用者の選任・事業の監督について過失がなかったり、相当の注意をしても損害を免れないと認められるときは、当然、その責任を免れる。なお、免責事項に該当することの立証責任は使用者に課せられている。
「相当の注意」とは、例えば、被用者の選任にあっては、「免許を必要とする業種で当該免許を有する者を就業させる」、「採用時に厳格な試験を実施する」程度では認められず、その職務に応じて積極的に被用者の適性等を審査することが求められ、監督においても一般的な訓示ではなく、具体的かつ個別的に必要な注意を行うことが求められる。「相当の注意をしてもなお損害が発生しなかった」かどうかについては、使用者の負う被用者の選任・監督の過失と当該損害との間に因果関係があるかどうかが問題となる。判例では、使用者責任が「報償責任」および「危険責任」の法理に基礎を置くことから、使用者が負う被用者の選任・監督について厳格に解しており、1項但書に基づく免責を容易に認めていない。

## 求償関係
- 715条3項の規定は、現実の加害者である被用者が、最終的なリスク負担者であるという趣旨を示している。建前上は使用者の支払った賠償金の全額を求償できることになっているが、一般には広く求償権は制限されると解されている。被用者の行為が使用者の業務としてなされた以上、損害発生に寄与したものとして、使用者が応分の負担をなすべきだと考えられるのである。判例は「諸般の事情に照らし、損害の公平な分担という見地から信義則上相当と認められる限度」において求償しうる、としている（最判昭和51年7月8日民集30巻7号689頁）。使用者責任と被用者の不法行為責任は、不真正連帯責任となる。

- いっぽう、被害者が被用者のみから全額の損害賠償を取り立てた後、被用者から使用者に対して負担を求めること（逆求償）について明文の規定はなかったが、最高裁は「損害の公平な分担という見地から負担を請求できる」として、逆求償も可能であると示した（最判令和2年2月28日）。

## 国家賠償法との関係
- 被用者（業務従事者、業務委託者など）の行為（業務）が国家賠償法における「公権力の行使」に該当する場合、国家賠償法が民法（709条や715条）より優先して適用され（国家賠償法1条1項）、国・公共団体が賠償責任を負い、被用者たる業務従事者は民法709条による責任は負わず（国家賠償法1条2項）、また業務受託者（受託事業者など）は民法715条による責任を負わないと判例（最高裁判所平成19年1月25日判決）上は解される。但し、講学上は国家賠償法3条1項の規定により賠償責任を負うとの解釈もある。
- 被用者の行為が国家賠償法における「公権力の行使」に当たらない場合は、国や地方公共団体は民法715条により賠償責任を負う。業務従事者は民法719条によって賠償責任を負い、業務受託者は被用者として民法715条、44条等により被害者へ賠償責任を負う。